# Dictionary of the English Language
Das Dictionary of the English Language ist ein von Samuel Johnson verfasstes Wörterbuch des Englischen. Es erschien 1755 und gilt bis heute als eines der einflussreichsten Wörterbücher in der Geschichte der englischen Sprache.

## Entstehung
Die Frühneuenglische Vokalverschiebung im 15. und 16. Jahrhundert führte neben einer radikalen Veränderung der Phonologie auch zu einer sehr uneinheitlichen Orthographie. Johnsons Dictionary entstand nicht zuletzt aus dem Wunsch nach einem verlässlichen Nachschlagewerk zur Rechtschreibung und Aussprache. Im Juni 1746 schloss Johnson daher mit einer Gruppe Londoner Buchhändler einen Vertrag ab und verpflichtete sich, für 1575 £ ein solches Wörterbuch zu verfassen. Aus der anfangs veranschlagten Arbeitszeit von drei Jahren wurden neun Jahre, bevor das Buch am 15. April 1755 schließlich veröffentlicht wurde.

## Werk
Johnsons Absicht war es, einen Überblick über die seiner Meinung nach wichtigsten Begriffe des Englischen im 18. Jahrhundert zu geben. Eine vollständige Bestandsaufnahme des damaligen Wortschatzes war nicht sein Ziel. Dennoch verzeichnet das Dictionary 42.773 Wörter. Neben Angaben zur Rechtschreibung, Aussprache und Bedeutung nahm Johnson als erster englischer Lexikograph rund 114.000 literarische Zitate als Belege auf. Dabei stützte er sich vor allem auf William Shakespeare, John Milton und John Dryden.
Im Unterschied zur modernen Lexikografie, die eine möglichst wertneutrale Beschreibung der Lemmata anstrebt, griff Johnson gerne auf Aphorismen und humoristische Spitzen zurück. So zum Beispiel bei der Erklärung von Oat (Hafer): „a grain which in England is generally given to horses, but in Scotland supports the people“ (ein Getreide, das in England an Pferde verfüttert wird, in Schottland dagegen an die Bevölkerung). Dabei nahm er sich selbst von seinem Spott nicht aus: Lexicographer (Lexikograf): „a writer of dictionaries, a harmless drudge ...“ (ein Verfasser von Wörterbüchern; ein harmloses Arbeitstier ...)
Seine etymologischen Angaben sind aus heutiger Sicht unzureichend; die Angaben zur Aussprache eher grob: „Cough: A convulsion of the lungs, vellicated by some sharp serosity. It is pronounced coff“. Als Kind seiner Zeit nimmt Johnson einen präskriptiven Standpunkt ein. Die Förderung eines „guten“, standesgemäßen Wortschatzes war ihm wichtiger als die neutrale Zusammenstellung des Wortschatzes. Auch sonst vertrat er einen linguistisch konservativen Ansatz. So finden sich im Dictionary of the English Language noch zahlreiche altertümliche Schreibweisen wie „olde“ statt des moderneren „old“, wie es rund 70 Jahre später in dem Wörterbuch von Noah Webster erscheint.
Auch wenn Johnsons Vorgehen nicht dem heute üblichen deskriptiven, also rein beschreibenden, Ansatz entspricht, muss man dem Autor doch zugutehalten, dass er mit seinem Werk einen Leitfaden zur zumindest sprachlichen Überwindung der Standesgrenzen gab. Und nicht zuletzt sprachhistorisch ist die von ihm erstmals vorgenommene Klassifizierung der Lemmata in Kategorien wie „Slang“ oder „colloquial“ sehr interessant; ermöglicht sie doch ein Verständnis des Englischen im 18. Jahrhundert, das sonst so nicht ohne weiteres möglich ist.
Trotz der erwähnten Kritikpunkte war das Dictionary das mit Abstand beste und bedeutendste englischsprachige Wörterbuch seiner Zeit. Als Meilenstein in der Geschichte der  Lexikographie blieb es bis zum Erscheinen des Oxford English Dictionary Ende des 19. Jahrhunderts richtungsweisend.